# Abismo (filosofía)

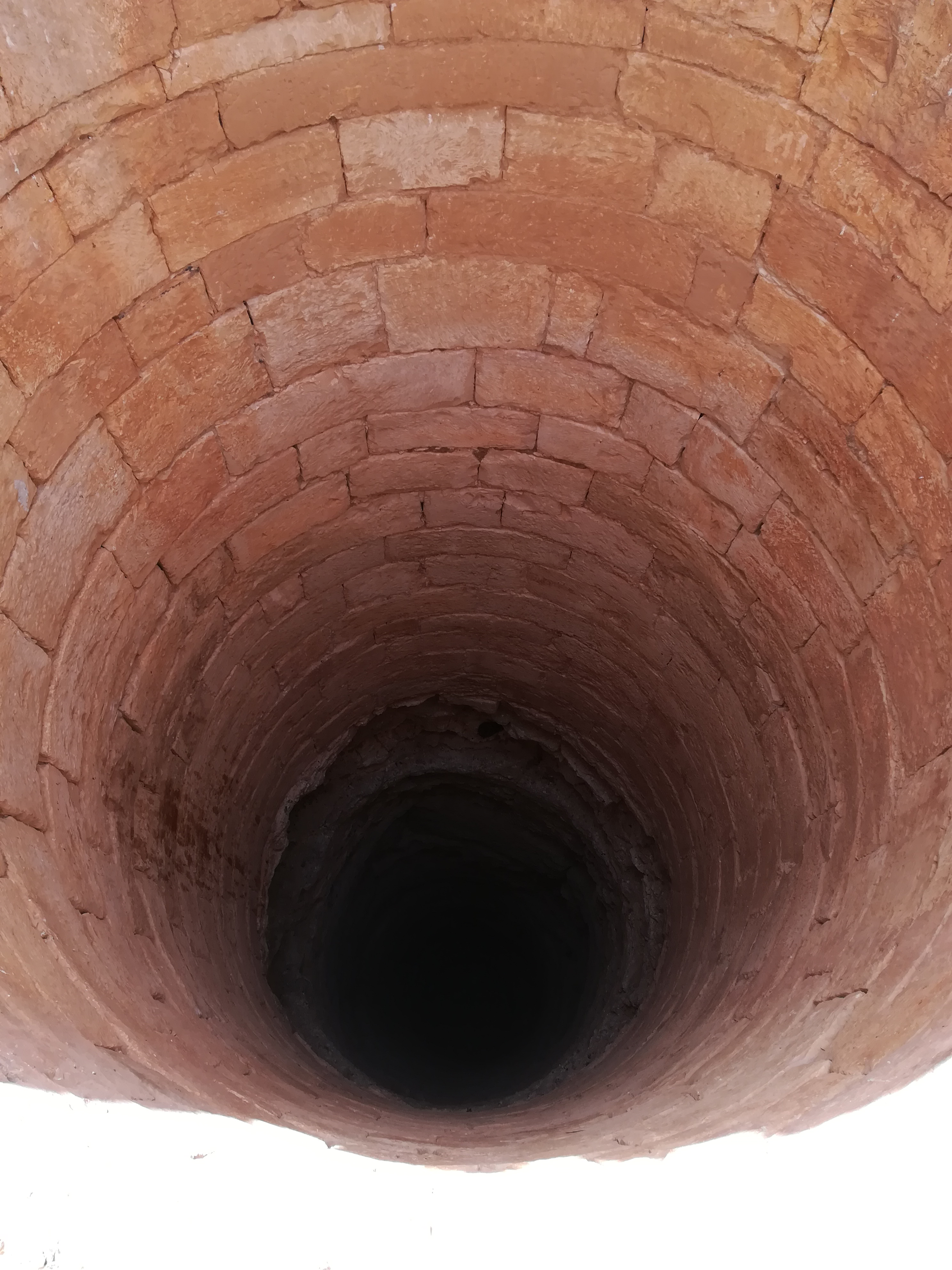
La imagen del fondo oscuro del fondo probablemente precedió a la del abismo como metáfora de «sin fondo».

El abismo, en filosofía, es una metáfora utilizada para significar la profundidad ilimitada o la perfecta oscuridad de un principio, un origen o Dios, en conexión con las ideas del origen, la gravedad, la anterioridad y la incondicionalidad. La noción proviene del griego antiguo «abyssos» (άβυσσος), que significa ‘sin fondo’, ‘de inmensa profundidad’. El término se retoma en latín y se convierte en «abyssus», luego en forma superlativa «abyssimus», de ahí al español «abismo». Se utilizó por primera vez en un contexto religioso cristiano, donde adquirió varios significados. Luego, a partir del siglo XVII, acaba designando el principio supremo escondido en lo más profundo del alma humana y de las cosas, fundamento primero del mundo, punto de origen que funda el universo entero. Sin fundamento alguno, el abismo sólo puede concebirse negativamente como un principio inexplicable, incluso inconcebible.
Tanto en la tradición del misticismo especulativo como en la del romanticismo filosófico, la idea de abismo permite vislumbrar la supuesta unidad del ser al identificar una base común para todas las cosas. Este trasfondo es a la vez invisible e ininteligible para el hombre, inaccesible tanto a sus sentidos como a su intelecto. Lado «oscuro» y «subterráneo» de la naturaleza como del espíritu, el abismo se identifica en este contexto con el origen mismo de la existencia de los seres: a Dios, por supuesto, o a otro principio superior, a veces descrito como anterior al Dios de la creación. Precediendo la existencia misma, el abismo se opone a ella como, analógicamente, la gravedad de las aguas se opone a la luz del cielo. Es de esta profundidad abisal de donde surgirían los seres, incluido el hombre, y llegarían a la luz de la existencia.

## El Abyssus en el cristianismo antiguo

### Concepto bíblico

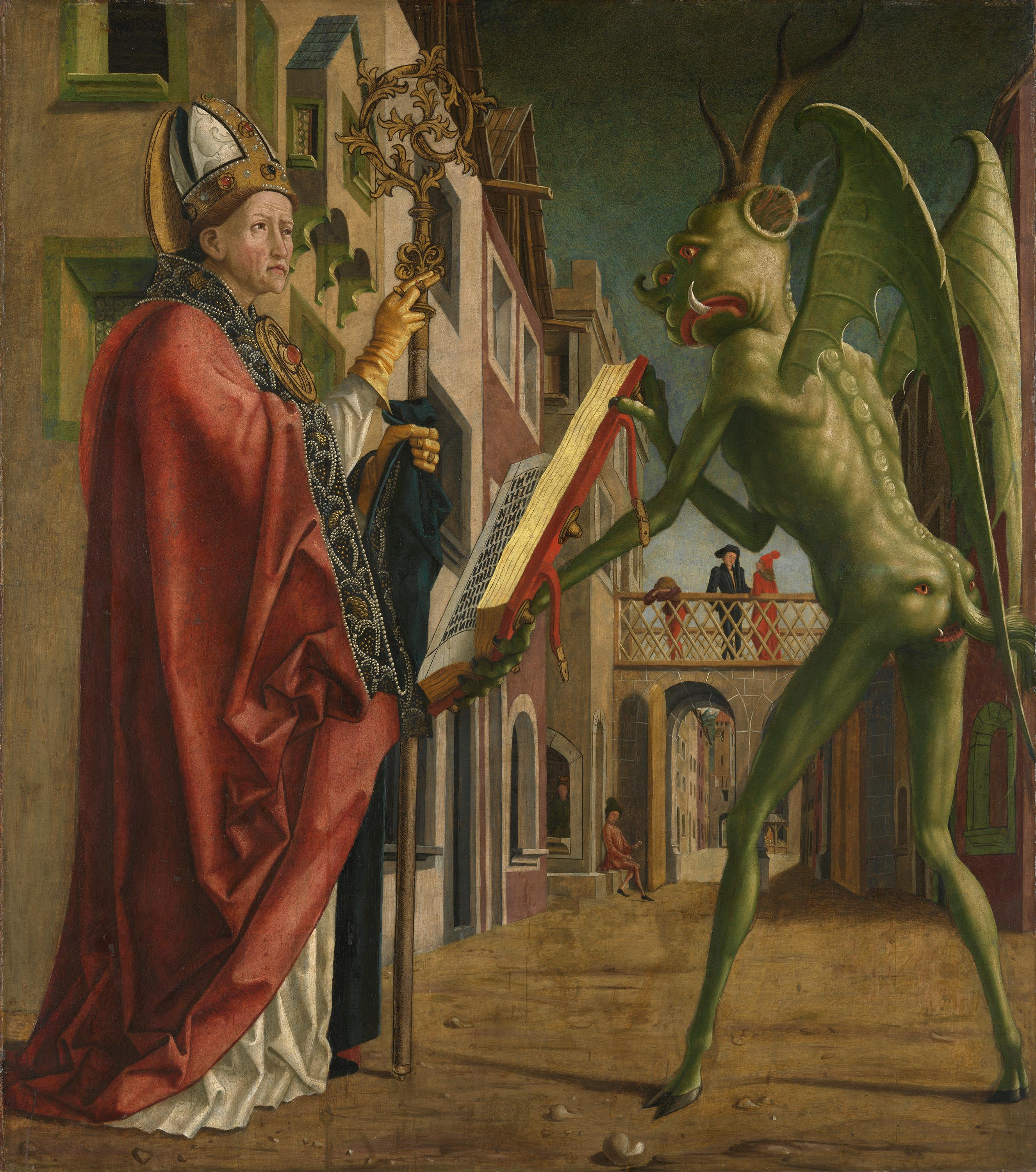
San Agustín y el diablo, de Michael Pacher, donde el Diablo aparece como un monstruo tentador de apariencia bestial, personificando el mal pero también la materia.

La noción de abismo parece ser, en su uso metafórico, de origen bíblico. Es retomado en la literatura patrística bajo el término Abyssus, término también utilizado en la Vulgata (primera versión latina de la Biblia traducida del hebreo). En la Vulgata, la noción abarca al menos tres tipos de significado:
1. un sentido físico, como metáfora o alegoría de la inmensidad de la naturaleza;
2. un sentido metafísico, para significar la impenetrabilidad de los juicios divinos y, por extensión, de la esencia divina;
3. un significado moral, evocador de las profundidades infernales.

Como metáfora de la naturaleza, el abismo es sinónimo del mar o de las aguas vistas como una inmensidad, o de la infinidad del cielo. Este significado tradicional expresa directamente la idea de profundidad vertiginosa. El significado metafísico, por su parte, rara vez se encuentra en el texto de la Biblia, pero será decisivo en la evolución de la noción, primero entre los Padres de la Iglesia y luego durante la Edad Media, entre los teólogos y los pensadores místicos. En cuanto a la evocación de las profundidades infernales, sólo se encuentra en el texto del Apocalipsis de San Juan, pero su autor se mantiene constante en su interpretación del término Abyssus, lo que le da una fuerte consistencia, de modo que la evocación de las profundidades infernales finalmente se mantendrá.
Sin embargo, dentro de estos tres significados, la noción bíblica de Abyssus permanece lejos de cualquier conceptualización verdadera y en la etapa de la Vulgata es sólo una imagen equívoca que aún no ha sido muy trabajada. Sólo con los Padres de la Iglesia, y en particular con san Agustín y Gregorio de Nisa, se hizo más clara y se convirtió en una noción central de la especulación metafísica y mística del cristianismo.

### Agustín de Hipona
Agustín de Hipona, que se convirtió en san Agustín tras su canonización, considerado también uno de los Padres de la Iglesia, es un pensador cristiano de gran relevancia que desarrolló la mayor parte de su obra a principios del siglo V. A nivel teológico y filosófico, permite al cristianismo integrar parte de la herencia grecorromana, al generalizar una lectura alegórica de las Escrituras vinculada al neoplatonismo.
En su obra, Agustín aborda la noción de abismo de una manera mucho más especulativa que la Biblia. Le da un triple significado, apoyándose para cada uno de estos significados en tres citas extraídas de las Escrituras, según un esquema que parece trinitario:
1. a nivel ontológico o metafísico, el abismo se define como materia informe (materia informitas);
2. a nivel moral, el abismo da la imagen del alma pecadora cayendo en la materia;
3. a nivel teológico y místico, el abismo se refiere a la inefabilidad de Dios que, indescriptible, sólo puede ser conocido en sus efectos.

En términos generales, el Abyssus de Agustín se refiere a una forma de vacío que es principalmente el de la materia, pero la idea dinámica de caída también está asociada a él y encontrará mayor posteridad en el contexto del cristianismo.

#### Definición ontológica

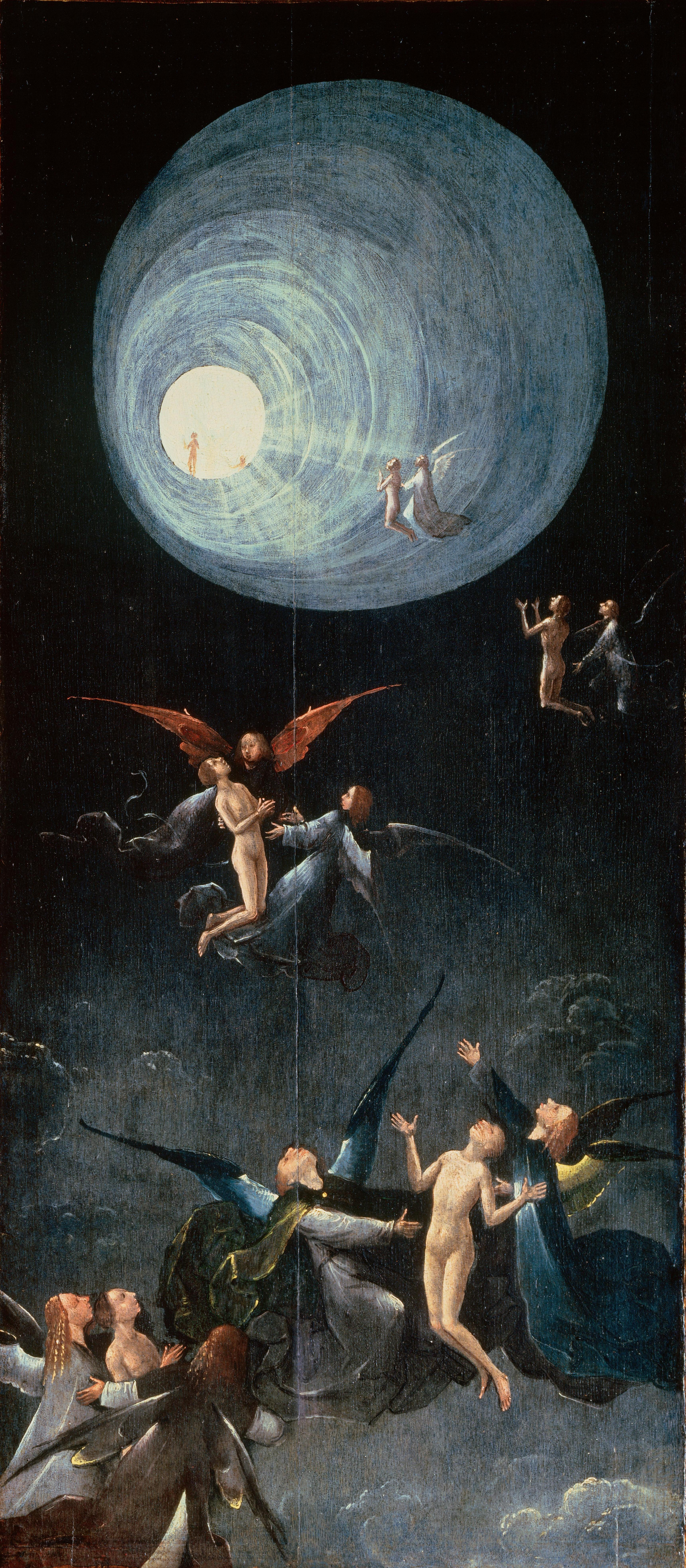
Hieronymus Bosch, Visiones del más allá. Para san Agustín, el alma humana fue separada de su fuente divina después de la Caída y ahora se hunde en la materialidad, sumergiéndose en la carne corrupta de la creación de la que sólo se libera después de la muerte.

Identificado con la materia informe o indefinida, el abismo privado de luz y de sustancia describe metafóricamente la materia subrayando su aspecto ininteligible. Como no tiene forma, las luces del espíritu no pueden penetrarlo. Agustín define la materia más precisamente no como una sustancia privada de forma sino como la privación misma de la forma, como el mal que es definido como la privación del bien, porque Dios, creador de todas las cosas, no puede haber producido, en su infinita perfección, nada negativo o informe. Asociada a la imagen del abismo, la materia se identifica, por tanto, con una ausencia de forma o de determinación, del mismo modo que el mal, asociado a la imagen de las tinieblas, se identifica con una privación del bien. Su atributo principal es su indeterminación, su atributo secundario es su impenetrabilidad, ambos representados por la idea de profundidad abisal.
Por ser en sí misma indefinida, la materia según Agustín está privada de consistencia y corresponde al grado más bajo de realidad. Pero la materia no es necesariamente el no-ser. Como el abismo, no es igual a la nada ni al no ser: es a la vez algo y nada, ya que la ausencia de forma no equivale a la nada. A las categorías tradicionales de ser y no ser, y a las categorías platónicas de lo uno y lo múltiple desarrolladas en el Parménides, Agustín añade el concepto de «casi nada» (paene nihil o prope nihil), noción de algún modo intermedia entre la del ser y la nada.
La idea de un estado intermedio o ambiguo entre el ser y la nada está presente en todo el desarrollo agustiniano sobre el estatus ontológico de la materia, estatus que coincide con el de la creación. La creación es parte de Dios, por lo tanto del ser, y es diferente de Dios —desde que fue creada— por lo tanto diferente del ser. Es aquí nuevamente con la palabra abismo (Abyssus) que Agustín elige explicar este estado paradójico, y es precisamente en este sentido ambiguo que el Maestro Eckhart, en el siglo XIV, retomó el término y luego lo tradujo como Abgrunt.
La metáfora del abismo acaba así convirtiéndose para Agustín en un concepto real que sostiene una auténtica dialéctica entre el ser y la nada, que se expresa en fórmulas aparentemente contradictorias: este casi nada es una «nada que es algo» (nihil aliquid), una «nada que es» (est non est), etc.

#### Sentido moral y antropológico
El primer significado, ontológico, del abismo como materia informe y privada de luz divina, subyace a su significado antropológico y moral.Así como la materia informe se define por defecto como un abismo privado de luz, así también el hombre, en su propia deficiencia ontológica, se identifica con un abismo, imagen de su condenación eterna que sigue a su caída original, con el pecado que hizo su carne material y mortal. El alma humana es así descrita como un abismo basándose en una doble caracterización de su situación:
1. comparte el destino de todo lo que difiere de Dios y del ser como creatura, es decir, la deficiencia ontológica de la materia;
2. cayó en la materia por el pecado y sigue en el abismo un camino opuesto al de elevación por la gracia divina.

El abismo se convierte así, en su expresión antropológica, en imagen del estado de pecado. Como concepto, también permite conectar la definición ontológica del hombre como ser material (naturalmente deficiente), con su condición moral de pecador, alejado de Dios porque se ha alejado de él. Por su distancia de Dios, el alma humana de hecho se ha separado de su fuente espiritual y ahora se hunde en la materialidad, sumergiéndose en la carne corrupta de la creación. En este sentido, la noción de abismo acentúa la idea de caída y agrava el tema del vacío del alma humana.

#### Significado teológico
Como imagen de la infinitud divina, el abismo deja de adquirir un significado privativo en Agustín y en cambio se refiere a lo que es más grande o más elevado en el orden del ser. Este nuevo significado, aunque poco presente en la obra de Agustín, se inscribe en la tradición interpretativa del Deus absconditus, donde Dios permanece oculto e inefable (en el sentido de «abstruso»). De hecho, las facultades humanas no son capaces de escudriñar el «misterio» de sus juicios, y sólo podemos hablar de Dios mediante metáforas. Es precisamente a través de una metáfora que identificamos el abismo con las «vestimentas de Dios», siendo el abismo la mejor imagen para describir en sentido figurado la imposibilidad de captar su significado profundo.

### Gregorio de Nisa

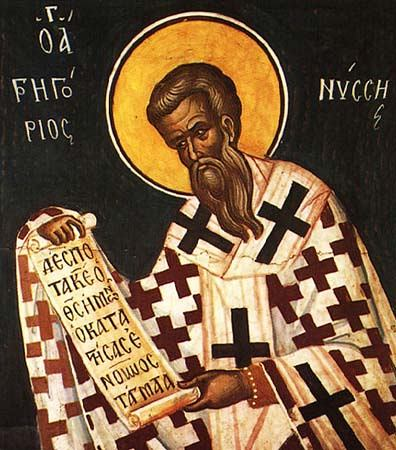
Gregorio de Nisa de Teófanes el Griego, en un fresco de finales del.

Gregorio de Nisa es un teólogo y místico cristiano, considerado Padre de la Iglesia al igual que San Agustín, del que es contemporáneo. Fue en el año 371 d. C. cuando se convirtió en obispo de su ciudad, Nisa, en Capadocia (actual Turquía). Persigue las mismas reflexiones que Agustín sobre la dimensión «abismal» del alma humana, sin desarrollar, sin embargo, una concepción del abismo como materia indefinida (informitas). Primero parte de la realidad de la experiencia del abismo para atribuirle un referente: el «corazón» humano. Para él el abismo equivale al corazón o al alma del hombre, y describe al mismo tiempo:
- la «fluidez» (fluiditas), porque el corazón es ontológicamente inestable;
- la «oscuridad» (tenebris), porque el corazón es oscuridad.

Al igual que el agua del abismo, el alma humana tiene su apariencia cambiante. También es tan oscura y de una profundidad tan impenetrable, debido a su degradación material, que ni siquiera puede entenderse a sí misma. La «hipocresía», esos «pensamientos del corazón» que esconde el comportamiento social, es la palabra clave. La metáfora del agua es, pues, esencialmente moral y negativa, y evoca la inestabilidad del hombre, así como su conexión con su origen oscuro, que las apariencias sociales ocultan.
En Gregorio, como en los demás Padres de la Iglesia, es por la posesión del conocimiento —el del bien y del mal— que el hombre fue arrastrado a la Caída, porque este conocimiento lo arrastra hacia el lado terrenal, volviéndolo carnal, inconstante y por tanto mortal. Retomando la interpretación clásica del mar (mare) como metáfora del mundo (saeculum), Gregorio ve en el mundo un lugar muy cercano al infierno, en sus fronteras, en el que han caído las almas resultantes del pecado original y se encuentran ellos mismos como si estuvieran en prisión, en las arenas movedizas de la materia.

## El Abismo de los cabalistas
La Cábala es una tradición esotérica del judaísmo que se desarrolló a partir del siglo XII y que experimentó un crecimiento real en Europa, incluido el cristianismo, entre el siglo XVI y el siglo XVIII. Una especie de gnosis judía, ella pretende, a través de la revelación allí realizada, dar respuestas a cuestiones esenciales relativas a la naturaleza de Dios, el origen y el fin del universo, el papel del hombre y su futuro. El teósofo cristiano Jacob Böhme desarrolló en el siglo XVII una mística del Abismo (Ungrund) que tiene profundas afinidades con las ideas de la Cábala sobre la creación del mundo.

### Zohar

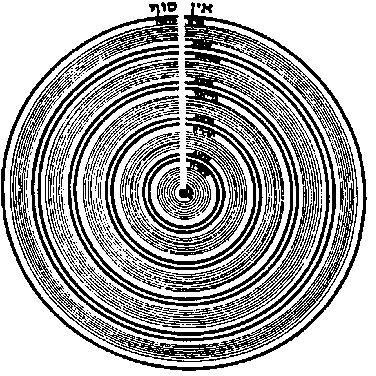
En el centro de los círculos de emanación reside, según el Zohar, el Ein Sof, una oscura fuente de Luz que sólo puede vislumbrarse en las «fisuras» de la existencia.

La primera obra maestra de la Cábala es el libro del Zohar, atribuido al rabino español Moisés de León. Es en forma de analogías y descripciones simbólicas que este libro del siglo XIII presenta la manifestación de Dios en su revelación. La creación del mundo, es decir el surgimiento de todas las cosas de la nada, es de hecho para el cabalista sólo la manifestación de todo lo que se encuentra en Dios mismo. Es también un movimiento voluntario de Dios, cuyo principio se identifica con el Ein Sof escondido en el fondo de su revelación. Este principio supremo se describe en el Zohar como el Abismo que acecha en el fondo de todas las cosas y que sólo se hace visible en las «fisuras» de la existencia. Algunos cabalistas desarrollaron esta idea, en particular Joseph ben Shalom Ashkenazi, a principios del siglo XIV. Según él, en cada transformación de la realidad, en cada cambio de forma, o cada vez que se altera el estado de una cosa, el Abismo se revela por un instante y se muestra subrepticiamente a la mente del místico.
Además, tanto en el Zohar como en los escritos hebreos de Moisés de León, la transformación de la Nada en Ser se explica a menudo mediante el concepto simbólico de «Punto primordial». Siendo él mismo adimensional y colocado de alguna manera entre la Nada y el Ser, este punto ilustra lo que los cabalistas del siglo XIII llaman «el Origen del Ser» o el «Comienzo» (Bereshit), que también es la primera palabra del Génesis. Esta imagen del punto está a su vez ligada a otra imagen más dinámica, la de la fuente que brota del Abismo. El punto primordial se identifica entonces a menudo con esta fuente que proviene de la Nada y que no podemos saber qué es, ni siquiera verla. Este primer principio, de esencia dinámica, reside no sólo debajo de todo lo que puede ser visto y conocido, sino que también precede a la división entre el sujeto y el objeto de la conciencia, división que hace posible el conocimiento mismo. Constituye, por tanto, un principio único, anterior a la disyunción del sujeto y del objeto que tuvo lugar durante la creación, y que no se parece ni al uno ni al otro, aunque cada uno de ellos haya surgido en su superficie.

### Cabalá louriánica
A mediados del siglo XVI, Isaac Luria, un cabalista de Palestina, desarrolló una nueva doctrina dentro de la tradición judía. Lo divino ya no se identifica con un lugar o un punto de origen, como en el Zohar, sino con un proceso: el tsimtsum. Este proceso puede representarse como una contracción o concentración de la esencia de Dios, que abre un espacio dentro del cual se desarrolla y organiza el cosmos. Este espacio incluye el mundo entero y todos sus grados de existencia, tanto espirituales como corporales.La literatura rabínica (particularmente la midrashica) ya evocaba la idea de una contracción de Dios. Así, según Nahmánides, Dios se contrajo dentro de sí mismo para alojarse en un solo punto, el Sanctasanctórum. Pero Luria es el primero en hacer de esta noción un concepto cosmológico fundamental. Además, según Gershom Sholem, Luria invierte el antiguo significado del tsimtsum: «[ya no] se trata de concentrar el poder de Dios en un solo lugar sino de retirarlo de un lugar». Este Dios que se retira —el Ein Sof— Luria lo ilustra con la imagen del «océano primitivo», en cuya superficie emerge el mundo, pero que es él mismo «abismo».
Es al afrontar la cuestión de la posibilidad de la existencia del mundo que Luria invoca por primera vez la noción de Tsimtsum: ¿cómo, en efecto, puede haber un mundo si Dios está en todas partes, si su presencia no está marcada por ningún límite? La infinitud de Dios afirmada por la Biblia parece contradecir la idea de un mundo distinto de su creador. Para resolver esta aparente contradicción, Luria propone una cosmogonía basada en la siguiente tesis: aunque inicialmente era todas las cosas, Dios tuvo que encerrarse en sí mismo para permitir la existencia de lo que difiere de él. Tal interpretación del «eclipse» (ausencia) de Dios es radicalmente nueva, y se diferencia en particular de la de la teología mística de la tradición cristiana, según la cual Dios se esconde, se oculta, pero permanece omnipresente en su creación. Contrariamente a la interpretación de Dios como una esencia oculta (Deus absconditus), Luria considera la creación divina en relación con la ausencia misma de Dios: es retrocediendo, retirándose a las «profundidades de su nada», literalmente dejándose «dañar»,es que Dios permite que el mundo exista.

## Abgrunt, Ungrund y Urgrund: la idea alemana de «Sin fondo»

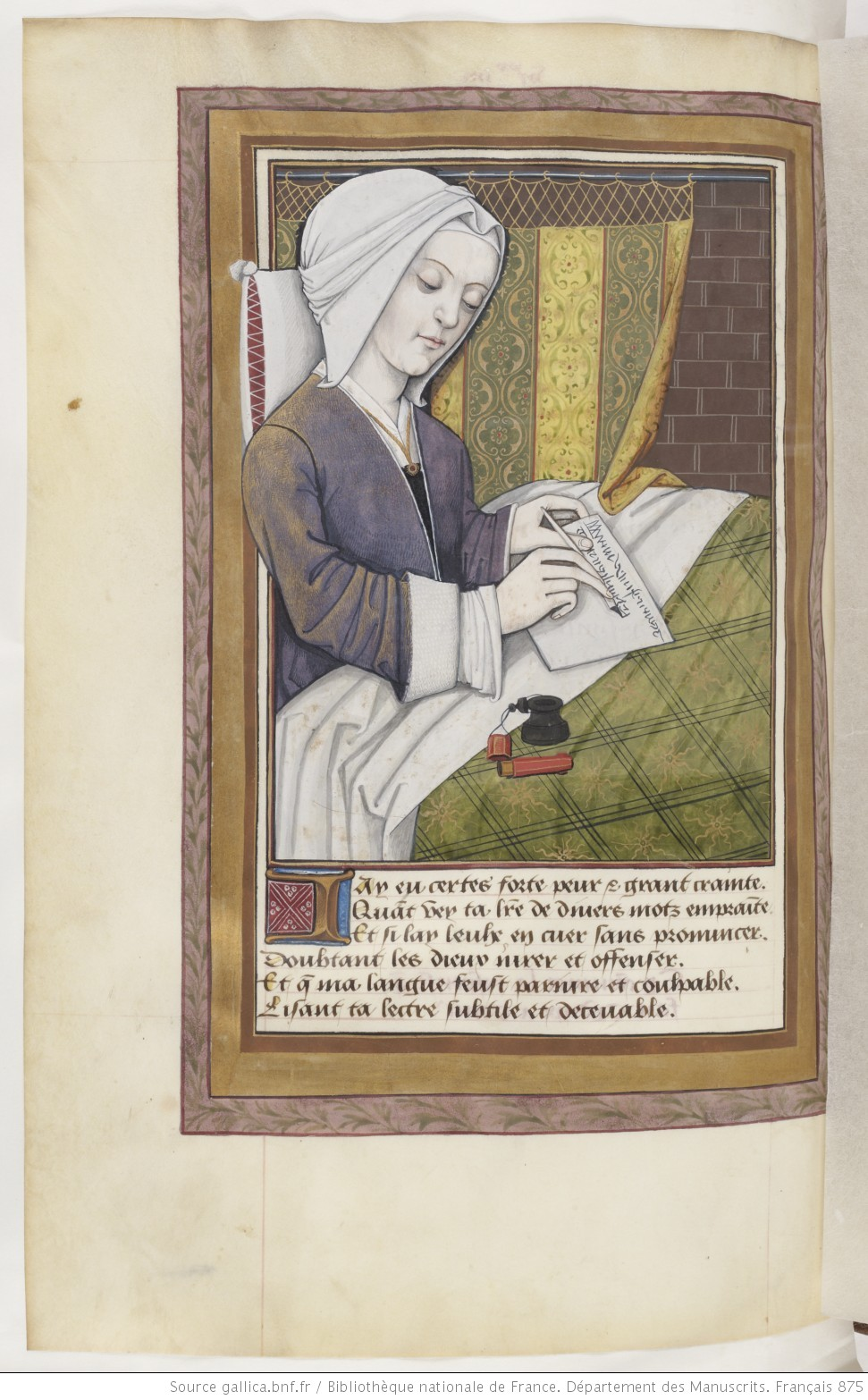
Matilde de Magdeburgo, beguina del.

La idea del abismo, o «sin fondo», aparece en los países de habla alemana a finales de la Edad Media bajo los términos Abgrunt o Ungrunt (también Ungrund). Pero es ante todo en forma de adjetivos (ungründic, ungrüntlich, grundelos) como el tema de las profundidades comienza a desarrollarse dentro de la literatura mística alemana, de los siglos XII y XIII. Podemos leerlos en particular entre las mujeres místicas de Renania o Flandes, llamadas beguinas.
Por ejemplo, la beguina Matilde de Magdeburgo habla hacia 1250 en La fluida luz de la divinidad de «la Luz que fluye de la Deidad», luego describe a Dios como un círculo del cual «la parte más baja […] es un bastión sin fondo». Luego concentra su lenguaje en el único campo léxico de la profundidad, hasta el punto de que su intento de definición suena como un oxímoron, donde la luz que brota y la profundidad oscura parecen oponerse, y como una redundancia en torno al tema del abismo en Dios. Un discurso equivalente lo encontramos en la beguina Marguerite Porete, quemada en 1310 en París, aunque allí se alojaba el maestro Eckhart. En El espejo de las almas simples y aniquiladas, Porete llega incluso a abordar directamente el abismo que identifica con la razón de todas las cosas: «Oh tres dulces abismos, dice la Razón, donde caigamos sin fundamento de entera humildad».
El movimiento beguinal y el del espíritu libre, que abogaban por la pobreza de espíritu, influyeron en la mística renana y en el maestro Eckhart, este último probablemente conoció la obra de Marguerite Porete. Sin embargo, ni Matilde de Magdeburgo ni Margarita Porete tematizan realmente la idea de no tener fondo. Ambas describen una experiencia personal de las profundidades de lo divino que no teorizan. Con el Maestro Eckhart, el Sin Fondo se convierte en un verdadero tema que nos permite acercarnos a la esencia divina.

### Maestro Eckhart
Teorizado por primera vez por el Maestro Eckhart, filósofo místico dominico y alemán de principios del siglo XIV, el camino místico del Abgrunt (abismo) lleva la teología negativa al extremo. Invita a la creatura a unirse a Dios en su infinitud, a redescubrir lo que él mismo era antes de toda creación. Para ello, el alma humana debe encontrar en sí misma lo que es «capaz de Dios», es decir su trasfondo original (Grunt), no separado del ser divino y existente antes de toda creación. Sólo a través de este camino interior podrá llegar a su «Uno» transpersonal que se vuelve uno con la Unidad divina. Llegado a este término, coincide entonces con Dios y participa de su infinidad. La infinidad de Dios, llamada «Deidad» (Gotheit) de Eckhart, reside en el fondo de todo ser, pero es en sí mismo como un abismo sin fondo del que emerge todo lo que existe.
Razón o principio de todas las cosas, fuente única de «Luz», la Deidad se presenta paradójicamente al hombre como un principio irracional, como un oscuro abismo de profundidades impenetrables. Esta aparente negatividad de la Deidad no constituye una caracterización ontológica. En sí misma, la Deidad es por el contrario infinita, sin límite alguno, y, en este sentido, permanece inaccesible a la luz de la mente, escapando de ella cada vez que intenta captarla a través de un concepto o una imagen. La metáfora del abismo no es, por tanto, la de la negación del ser en Dios. Por el contrario, lejos de significar oscuridad o vacío alguno de Dios, revela su perfecta sobreabundancia, respecto de la cual la creatura no es más que nada, y su espíritu, más que tinieblas.

### Jacob Böhme

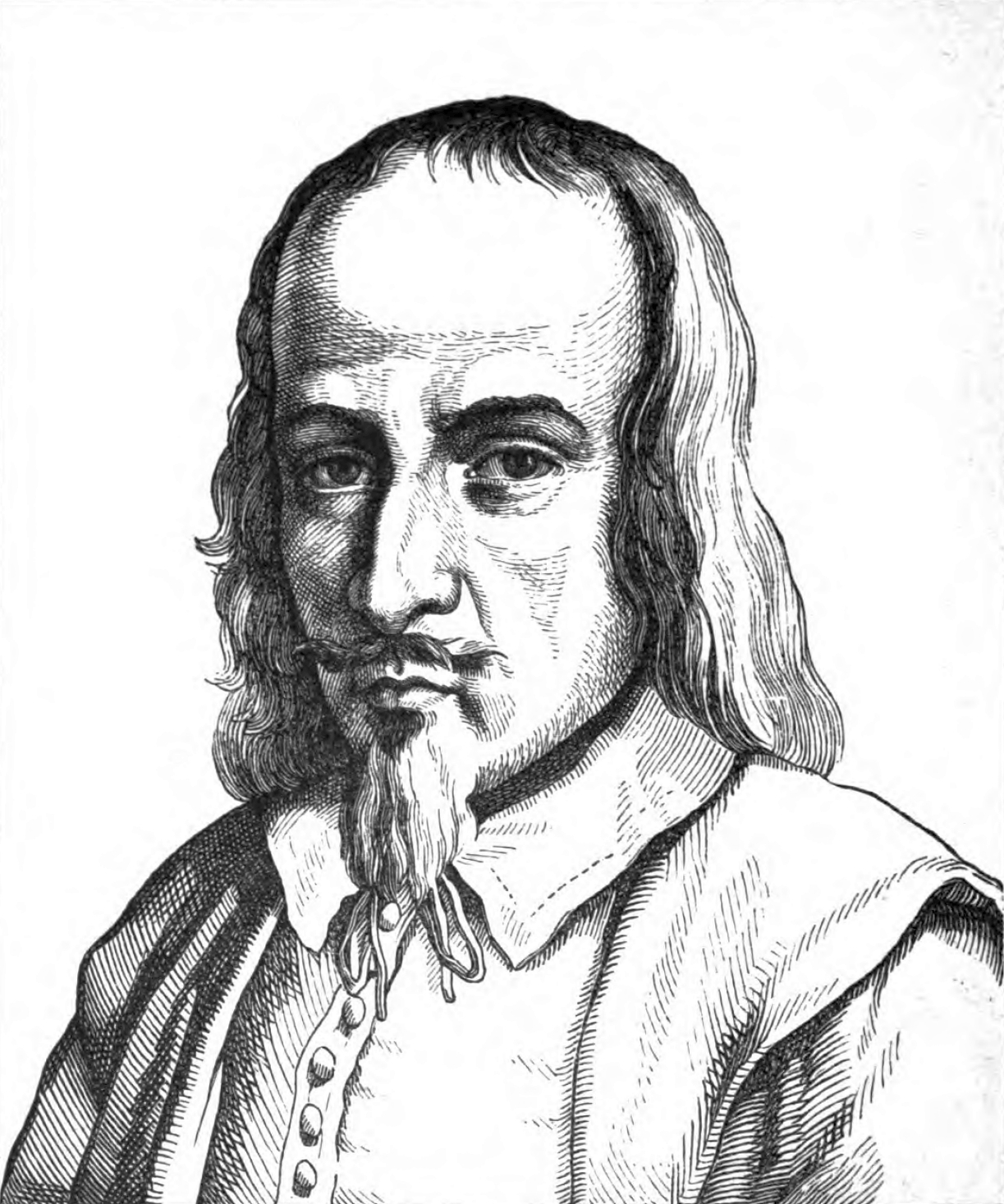
Jacob Böhme, conocido como el «filósofo teutónico».

A principios del siglo XVII, el pensador místico alemán Jacob Böhme desarrolló una forma moderna de teosofía que ejercería una profunda influencia en la teosofía cristiana y la filosofía romántica. Su cosmogonía mística tiene varias analogías con la Cábala y parece haber sido influenciada por el libro del Zohar y por los cabalistas cristianos del Renacimiento. Es similar a la más rigurosa teología negativa, ya que el Abismo (Ungrund) aparece allí como pura trascendencia, sin relación con el mundo e incluso más allá de Dios, a quien precede absolutamente.

#### Un pensamiento desde el abismo
Según el filósofo David König, sólo la doctrina de Jacob Böhme puede considerarse un auténtico pensamiento del abismo. Aunque parecía hasta entonces establecido que el término Ungrund (‘Sin fondo’) tuvo con Böhme su origen en las concepciones gnósticas del Abyssus, ya que existen similitudes entre ellas y su propia visión del Abismo, Alexandre Koyré mostró el carácter específico del Ungrund böhmiano, entendido ya no como «fondo oscuro» asociado con el mal, sino como «sin fondo», fondo indeterminado en el origen de todo. De hecho, antes de que el Ungrund comience su proceso de surgimiento que conduzca a la creación del mundo, para Böhme no existe ninguna entidad de ningún tipo; por tanto, en sentido estricto no hay nada, ni siquiera Dios.
El Ungrund, definible sólo negativamente como «Sin fondo», es en este sentido un principio «insondable» e «incomprensible». Es la trascendencia absoluta que está «detrás de la eternidad», antes de Dios mismo que de ella deriva su existencia. Se refiere al «deidad» (Gotheit) en su absoluta profundidad, fuera de cualquier relación con lo creado:
«En la eternidad, o en el Sin Fondo fuera de la naturaleza, no hay nada más que silencio sin ser; tampoco hay nada que dé algo; es un descanso eterno, sin semejanza, un Sin Fondo sin principio ni fin. Tampoco tiene ningún lugar ni finalidad […], ni nada donde hubiera una posibilidad».
Debido a que el Sin Fondo precede a todo lo que existe, incluido Dios, es más fundamental que el ser mismo. Por tanto, Böhme no desarrolla una ontología, sino, por el contrario, una neontología, ya que es en su relación con la nada abismal, y no con el ser, como las cosas pueden ser captadas en su apariencia. Tampoco desarrolla una teología negativa, ya que la deidad por su trascendencia absoluta va más allá de toda comprensión lógica, incluidas las negativas. La mejor manera de abordar la noción de Abismo es entonces captar el proceso dialéctico paradójico que lo lleva del no ser al ser. Esta forma de dialéctica debe permitir integrar la contradicción inevitable en cualquier discurso sobre la trascendencia absoluta y sobre el origen del ser.

#### La unidad del Sin Fondo
Para Jacob Böhme, el Ungrund es sinónimo de Uno. Es el Unus como el Uno eterno». El Uno siempre está escrito por él con una mayúscula majestuosa que atestigua su estatus trascendente porque, como en el neoplatonismo o en la doctrina del maestro Eckhart, el Uno constituye el principio metafísico original, el «fundamento de todas las cosas». El pensamiento del abismo se formula así en términos de una henología, de un pensamiento del Uno.
Por tanto, el Ungrund de Böhme no puede ser una «divinidad» en el sentido de un individuo o una persona de esencia divina; más bien corresponde a una «deidad» o a una trascendencia «superesencial» (más allá de toda esencia) e incomprensible, comparable a la Unidad divina que está por encima de Dios entre los neoplatónicos, o a Gottheit (‘Deidad’) por el maestro Eckhart. En este sentido no puede identificarse con Dios mismo que, para Böhme, es el Dios cristiano, personal y trinitario, objeto de culto, mientras que sobre el Uno se medita o se reflexiona.
Para Böhme, el Uno tiene un carácter paradójicamente negativo. En efecto, aunque es él quien hace posible el pensamiento, él mismo es imposible de pensar, evadiendo cualquier conceptualización. Ya en este sentido equivale al No ser o la Nada, y la henología bohemia se vuelve aquí apofática (negativa).

#### El Sin Fondo como Nada primordial

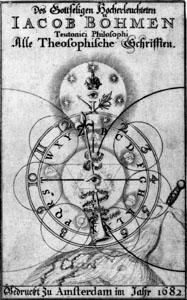
Página de título de una publicación de los escritos de Jacob Böhme, publicada en 1682.

El pensamiento del Abismo se presenta a Böhme no como nihilismo sino como un pensamiento apofático sobre el origen del ser. Este origen, que Böhme define negativamente como aquel que «no tiene fondo, ni principio, ni lugar», no es algo, sino un «Uno-nada» [checar], o, en palabras de Alexandre Koyré, «una nada que es uno». Se trata de una pura indeterminación (Un-grund), que precede a cualquier determinación lógica u ontológica. El ser mismo proviene de ello. Según David König, esta indeterminación absoluta de lo que constituye el origen del ser es de dos tipos:
1. predicativo o lógico, ya que es imposible decir o pensar nada sobre el Ungrund (apofatismo predicativo);
2. sustancial u ontológico, ya que en sí mismo, el Ungrund es la Nada, sustancia pura sin determinación, o incluso ausencia de sustancia (apofatismo ontológico).

Al plantear así la identidad de la Nada y el Uno en Ungrund, Böhme da una cierta consistencia a la Nada, mientras que el Uno mismo aparece como sin fondo o como un abismo. Además, para él el origen abismal del ser no puede ser concebido como el ser divino de la teología negativa, un ser infinitamente positivo que, por esta misma razón, no puede ser captado por la mente fundamentalmente limitada del hombre. Según Böhme, debemos ir más allá de este apofaísmo predicativo tradicional heredado de la teología negativa para pensar en un apofaísmo ontológico, que concierne a la realidad misma de lo divino, necesariamente negativo. Pero esta nueva forma de apofatismo no puede constituir una ontología estrictamente hablando, ya que su objeto es precisamente aquello que aún no es un ser. Entonces hablamos de «neontología» (o «neantología») para calificar esta forma de pensamiento donde la Nada es primaria en relación con el ser en el orden de la realidad, y el ser es una simple emanación de la Nada primordial, o una simple manifestación.

#### El Sin Fondo como pura voluntad
Incluso más que con su concepción del Uno como Nada, Böhme se distancia de la tradición de la henología en un punto fundamental: la introducción de la voluntad en el Ungrund (el Sin fondo). De hecho, establece la existencia de una «Voluntad sin fondo, incomprensible, sin naturaleza y sin creatura […] que es como una Nada y sin embargo un Todo […] que se capta y se encuentra en sí mismo y que da origen a Dios de Dios». Al concebir de esta manera una «voluntad abismal» en el origen de todo, Böhme abre el camino a una teogonía del Absoluto, donde la existencia de Dios es considerada como un proceso. Su idea central es la de manifestación:
«En la Nada eterna tiene su origen una Voluntad eterna de conducir la Nada hacia Algo, para que la Voluntad se encuentre, se sienta y se mire; porque en la Nada la Voluntad no estaría manifiesta».
«Encontrarse, sentirse y mirarse», dicho de otro modo, «manifestarse», constituye para Böhme el motivo esencial del paso entre la Nada primordial y el ser, entre la indeterminación absoluta del Sin Fondo y la determinación de Dios y su creación. En este sentido describe la voluntad del Ungrund no como un voluntad de algo, lo que la convertiría en una voluntad determinada, sino como una pura voluntad, un «hambre insaciable» que se revela a sí mismo a través de la manifestación de Dios y del mundo. Se trata de una fuerza bruta, un principio dinámico y vivo que se mueve y hierve en una especie de Oscuridad antiquísima y que acaba generando el mundo. La voluntad del Ungrund debe entenderse desde esta perspectiva como un proceso de autodiferenciación, porque primero se manifiesta en la propia interioridad, lo que conduce a una diferenciación interior de la Unidad primordial. En este sentido es un movimiento interior del Uno.
Sin medir el alcance de su innovación conceptual, Jacob Böhme inventa una henología dinámica y abre así un nuevo camino a la filosofía alemana, tan alejada de la concepción parménidea del ente (uno e inmóvil) como de la concepción aristotélica del «primer motor inmóvil». Este camino sería seguido más tarde por los pensadores románticos alemanes, así como por Hegel con su dialéctica y su «sentido de la historia», y la noción del Ungrund contribuirá en Alemania (en menor medida en Francia) a definir un nuevo paradigma filosófico basado en un principio irracional, esquivo y oscuro: la «Fuerza» (Kraft), la «Voluntad» (Wille), el «Inconsciente» (Unbewusste), etc.

### Idealismo alemán

#### Schelling

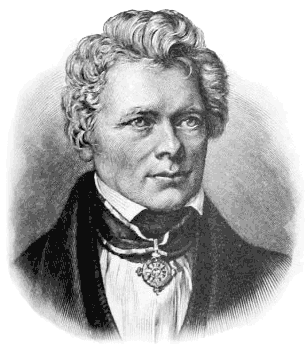
Friedrich Schelling identifica el Abismo con el territorio infinito del «Inconsciente».

La filosofía de Schelling fue inicialmente una continuación de la de Fichte, desarrollándose bajo la influencia directa de ciertos pensadores y teósofos místico-románticos alemanes como Franz von Baader, quienes le presentaron a Jacob Böhme. Ella es un intento de conciliar la oposición que Kant había introducido entre el aspecto fenoménico del mundo y su realidad nouménica, sustituyendo esta nueva forma de dualismo por una ontología única donde la mente está en el origen tanto del polo objetivo como del polo subjetivo de la experiencia.
Schelling reconoce, sin embargo, que esta profunda unidad de la realidad no aparece en nuestra experiencia consciente, y que la conciencia siempre se enfrenta a una contradicción aparente pero recalcitrante entre el mundo objetivo y la realidad subjetiva de la mente, que parecen separadas por un abismo. Esta brecha entre lo que a la conciencia le parecen dos tipos de realidad irreconciliables limita considerablemente su poder de conocimiento. Para alcanzar el conocimiento absoluto, la conciencia debe superar esta limitación y pensar la realidad ya no como un universo estático, sino como una «Infinidad» en proceso de creación, y como actividad productiva cuya unidad original se ha convertido con el tiempo en una dualidad que opone espíritu y mundo.
Esta dualidad, aunque persistente desde las primeras edades del universo y está destinada a durar hasta el fin de los tiempos, no constituye en sí misma más que la etapa intermedia entre el estado inicial del ser y su retorno a la unidad. Se refiere así, paradójicamente, en las dos direcciones del pasado y del futuro, a una realidad única: el «origen de todo», una suerte de elemento primordial indiferenciado, dividido en el momento mismo de la Creación, pero que recuperará su unidad original al final del proceso histórico. La creación del mundo fue, en este sentido, ante todo la creación del espacio donde se hizo posible esta división, y es a través de su abolición como se encontrará la unidad.
Schelling sitúa la realidad primordial, fundamento último de todo lo que existe, en el territorio inconsciente que precede no sólo a la conciencia, sino a la mente misma. La mente (consciente o inconsciente) constituye el fundamento mismo del mundo, su «Fondo» (Grund o Urgrund ) o su esencia, o incluso su «alma»: «el alma del mundo». Pero el origen último del ser no puede consistir en un fundamento o una esencia; es necesariamente un abismo, un «Sin fondo» (Ungrund o Abgrund) más profundo que el ser mismo que de él proviene. En este abismo coinciden perfectamente la trascendencia del mundo y la interioridad del espíritu, como en un punto geométrico donde nada se puede distinguir ni diferenciar.
El «Abismo» schellingiano no es, por tanto, un ser, sino un origen puramente indeterminado del ser, un principio cuyo contenido es negativo y esquivo, y que toma en el hombre la forma de la «libertad» o la «locura».

#### Hegel

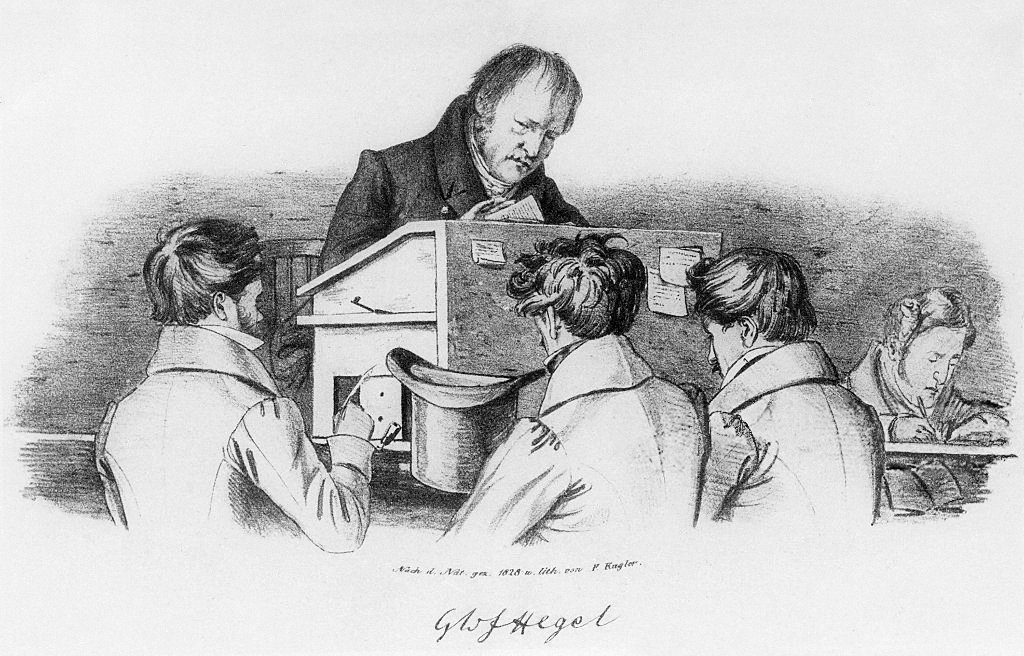
Hegel en 1828, profesando su filosofía en la Universidad de Berlín.

Por su estatuto metafísico, el abismo desempeña un papel determinante en la filosofía del espíritu de Hegel. En su Enciclopedia de las ciencias filosóficas, el filósofo alemán describe los procesos inconscientes de la mente como «un abismo nocturno». Este abismo se encuentra en lo profundo de la conciencia; constituye una realidad subterránea que ocupa el espacio psíquico entre la razón y la pasión, el pensamiento y la intuición, así como entre el «yo» y el mundo.
Hegel retoma en gran medida la noción del principio nocturno del espíritu de Jacob Böhme, apoyándose también en el neoplatonismo del Renacimiento alemán y en la filosofía de Schelling. Su concepto general de «Abismo» (Abgrund o Ungrund) deriva más particularmente de la teosofía de Böhme, un modo de pensamiento que renovó radicalmente la idea cristiana de la trascendencia divina identificándola con un ens manifestativum sui (‘realidad que se revela a sí misma’), a un principio oscuro cuya esencia es revelarse a sí mismo. Böhme también desarrolló una forma primitiva de dialéctica donde las polaridades positivas y negativas emergen del no ser original (das Nichts) de la deidad. Esta dialéctica, en la que parece inspirarse Hegel, se desarrolla a través de una historia descrita como un proceso ordenado de autorrevelación del Espíritu que debe conducir a una absoluta autoconciencia, tema que encontraremos en toda la obra del gran filósofo.
Tanto para Hegel como para Böhme, el Abismo está en el origen de la manifestación del Espíritu. Como el Espíritu de Dios que no puede manifestarse sin salir de su fuente original, el espíritu del hombre debe emerger de su «fuente inconsciente» para aparecer como alma y conciencia. Para estos dos pensadores, el Abismo es «el primer mundo», el mundo subterráneo del que nacen el deseo y el pensamiento. Antes de la creación, cuyo proceso de desarrollo es temporal, también él es eterno, sin principio ni fin.
En Hegel, el significado positivo de «negación» presente en la noción del Ungrund es un aspecto esencial de la dialéctica. Debe permitir concebir el modo en que el Abismo se convierte en automanifestación del Espíritu, justificando así el proceso por el cual la conciencia humana emerge sobre el fondo de una naturaleza inconsciente. El Abismo Hegeliano no es sólo una noción metafísica, también tiene un significado antropológico y psicológico que se refiere a la estructura profunda de la mente humana, donde se organizan los oscuros motivos del sentimiento y la imaginación. Esta estructura está constituida por las funciones primordiales de la mente (funciones que hoy diríamos «cognitivas»), y que son responsables de las operaciones inconscientes del pensamiento. Las capacidades superiores de la mente humana, que implican la creatividad artística y un alto nivel de conciencia, también encuentran su origen allí.

### Heidegger

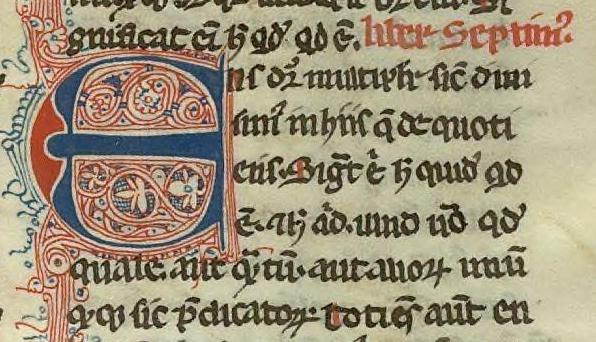
Comienzo del Libro Z de la Metafísica de Aristóteles en un manuscrito latino del. Está escrito ahí: Ens dicitur multiplicador (‘La palabra ser se dice en varios sentidos’).

Según Martin Heidegger, la tradición metafísica ha buscado constantemente, en su búsqueda de fundamento último, un ser supremo e ideal al que todos los demás pudieran relacionarse como a un principio. Según el objetivo mismo de esta investigación, la metafísica habría sido, desde Platón hasta Nietzsche, incapaz de formular lo que Heidegger llama la «pregunta fundamental» (Grundfrage) de la filosofía —la del origen, fundamento o razón del ser sí mismo (Sein)—. Este «ser sí mismo», o «ser como ser», designa en Heidegger la presencia en la realización de lo que es. La historia de la metafísica reside precisamente en el olvido de la cuestión de su presencia, disfrazando esta cuestión en una búsqueda del «por qué» de las cosas, búsqueda de fundamento que pierde de vista el «fondo» (Grund) propiamente dicho.
Contra este olvido, Heidegger propone un camino alternativo que supuestamente va en contra de la tradición. Para él, el fondo a buscar ya no debe considerarse como un «suelo» (Boden), en una perspectiva metafísica, sino como un «abismo» (Abgrund), en otras palabras, como un «Sin fondo», un vacío subyacente o un lecho de roca sin cimientos. A la cuestión estrictamente metafísica: «¿Por qué hay algo en vez de nada?», formulado por Leibniz, Heidegger responde entonces de manera paradójica. Si hay algo más que nada es precisamente porque la «Nada», forma el fondo que permite que lo que ha de ocupar el primer plano.
Pero considerado de manera positiva y directa, el Abgrund no puede interpretarse como una ausencia: sólo aparece negativamente desde el punto de vista de la metafísica, para la cual no constituye precisamente el tipo de fundamento positivo que siempre ha buscado desde Platón. De hecho, está en la esencia misma de la metafísica, según Heidegger, estar en busca de un «ser supremo», una entidad o principio que se supone constituye el fundamento estable e identificable de la  «totalidad de seres», la fundación que justifica su existencia. Pero el Abgrund es el ser mismo de lo que es, su producción inherente; como tal, no puede identificarse con lo que produce, ni distinguirse en un lugar o dominio separado.
Acto de fundación o fundamento dinámico de la existencia, el Abgrund es para Heidegger la metáfora a la vez negativa y positiva del carácter fundamental del ser, refiriéndose también a la imposibilidad de retenerlo en una esencia determinada como a lo que se esconde en el interior mismo de lo que revela.

## Bespotchvennost, Bezdna, Ungrund: la idea rusa de «Sin fondo»

### Shestov

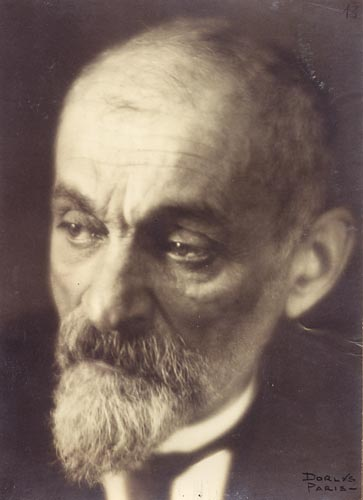
Lev Shestov en 1927.

La noción de Bespotchvennost (беспочвенность), o «Infundado», literalmente «Sin fondo», «Sin suelo» o «Sin fundamento» (muy cercano a la noción alemana del Ungrund) fue acuñado por primera vez por el pensador ruso León Shestov a finales del siglo XIX para designar una de las tareas asignadas a la filosofía, la de escapar del  «suelo», del «terreno» (potchva, término que también significa «razón», «justificación») en el que se basan todas las construcciones intelectuales. De lo que el filósofo debe liberarse prioritariamente es de la razón, del pensamiento analítico, de la ciencia con su carácter sistemático, de la atención exclusiva prestada a la objetividad en detrimento de la prestada a la subjetividad, actividades que en conjunto constituyen un «patrón de muerte» al que Shestov opone el pensamiento vivo y en movimiento. En La apoteosis del desarraigo, obra publicada en 1905, el pensamiento de «lo infundado» llega incluso a adoptar rasgos de escepticismo radical. Shestov promueve, desde una perspectiva antirracionalista, una actitud «que se niega a construir una visión del mundo», rechaza los valores comúnmente aceptados, así como  los «palacios de cristal» con el que sueñan quienes creen en el progreso de la razón.
En la década de 1910, con su libro Sola fide, Shestov comenzó a dar un significado religioso y existencialista al «Sin fondo», que ya no se entiende sólo negativamente desde una perspectiva antirracionalista. Aquí, la fe en el Dios de las Escrituras aparece como lo infundado, el abismo supremo: todo en ella es inexplicable y fantástica, nunca puede limitarse a términos comunes a todos y debe prescindir de todo «soporte exterior», incluso de las leyes de la Escritura, porque ellas también representan un fundamento, un «suelo». La fe es una incertidumbre, un abandono de todas nuestras evidencias, un impulso sin mirar atrás hacia lo imperceptible: un camino sin predicción ni garantía que nos lleva a Dios. Absolutamente desprovisto de fundamento, paradójico, es Dios mismo, que dispone de las leyes del mundo como le place y para quien todo es posible.
En las obras posteriores de Shestov, la noción de Bespotchvennost sufre mayores desarrollos. El abismo de Dios tiene que ver con el hecho de que escapa a cualquier posibilidad de explicación, que existe más allá de la lógica del ser y del no ser. El descubrimiento de este Abismo nos revela que «todo es igualmente posible» en el mundo, cuando al menos nos alejamos de las luces de la razón y del conocimiento. A través de su lógica y de las leyes que establece, el conocimiento reduce de hecho el campo de posibilidades y ejerce una coacción sobre la mente, privándola de su libertad. Por tanto, debemos lanzarnos al Abismo, que es una zambullida en lo desconocido, en el misterio. Shestov lleva esta idea tan lejos que llega incluso a admitir la posibilidad de negar la existencia de Dios con el único fin de despertar al hombre, para que pueda concebir toda la «locura» de su existencia y de la libertad que tiene. El hombre, así «despierto a uno mismo» ya no necesita ningún terreno ni ningún punto de apoyo, y puede vivir libremente en el Abismo.

### Berdyaev
Después de Shestov, es el filósofo cristiano Nicolái Berdiáyev quien utiliza la noción de «infundado» para designar desde una perspectiva existencialista la libertad de Dios y del hombre. Ve en ello el  «fundamento infundado del ser», situado «más profundo que el ser, cualquiera que sea». Lo infundado es el «centro existencial» que reside en el corazón del hombre. Este principio no es una esencia sino una energía o potencialidad absolutamente indeterminada e insondable.
Berdiáyev toma de Jacob Böhme el término alemán Ungrund para designar más precisamente la naturaleza negativa, o «contra la naturaleza», de este primer principio, que está en el fondo de todo pero en sí mismo no tiene fondo. El Ungrund coincide tanto en él como en Böhme con la Nada primitiva, principio «neontológico» (más allá o debajo del ser) perfectamente indeterminado, comparable no a un fundamento sobre el cual descansaría el mundo, sino a un abismo sin fondo (Bezdna) donde se hunden las raíces del ser. Es en este contexto de nada original, increada y privada de toda diferenciación, que nacen el Dios creador, la luz divina y el mundo en toda su diversidad. El hombre mismo contiene una indeterminación original que tiene su origen en el Ungrund.

## La idea del abismo en China

### Lao-Tse y el taoísmo
Es a través del tema del agua como la filosofía china concibe lo que en Occidente se asemeja a la noción de Abismo. En el taoísmo en particular, el agua está en el centro de toda una red metafórica donde se encuentra la idea de profundidad sin fondo. La metáfora del agua aparece entre muchos pensadores chinos de la antigüedad, en particular entre Mencio, para quien la tendencia natural del agua a fluir hacia abajo es una analogía del movimiento hacia el bien. Pero en el taoísmo la metáfora del agua llega incluso a asociarse con el principio mismo del mundo, el Tao (Dao, 道), del que es la figuración por excelencia. Como el agua, el Tao brota de una fuente única y constante mientras se manifiesta en una infinita multiplicidad de formas que a su vez están cambiando. También como el agua, el Tao regresa hacia su fuente mediante un movimiento inverso y se retira cada vez más de lo que deja emerger. Por su naturaleza fluida y su carácter esquivo, el Tao se sitúa en el minúsculo intersticio que separa y une la nada y el algo, el no ser (Wu, 無) y el ser (You, 有), regulando así su relación.
Según la leyenda, Lao-Tse, contemporáneo de Confucio (siglos IV-V a. C.), abrió el «camino taoísta» tomando una dirección completamente diferente a la de este último. Mientras Confucio promovía una vía hacia adelante, progresiva y acumulativa, apoyándose en las capacidades de aprendizaje del hombre, la «práctica del Tao» consiste, por el contrario, para Lao-Tze, en progresar hacia atrás, en retirarse para «aprender a desaprender», «decrecer», reducirse hacia lo «cada vez más simple», hasta alcanzar una aprehensión inmediata de las cosas y de la naturaleza. Su obra homónima, el Lao-zi, o Tao-te-king, atestiguada históricamente desde siglo III, es una obra de contenido poético donde el autor, no verdaderamente identificado, busca una forma de lenguaje capaz de significar algo de lo inexpresable. La dificultad de tal búsqueda, así como de cualquier esfuerzo por comprender algo más allá del significado, es un tema recurrente en el Tao-te-king. En su opinión, esto invita a seguir un camino negativo que es al mismo tiempo un camino místico, el del Tao (Dao, el «Camino»).
En Lao-Tse, el Tao es, como el agua que siempre fluye hacia abajo, aquello en virtud de lo cual todo acaba confluyendo y refluyendo. Es en este reflujo, en este «retorno» (Fan, 反) donde se encuentra el secreto del Tao. Al adoptar el camino del Tao, uno regresa a un estado primitivo de naturaleza bruta: un estado de debilidad de recién nacido para el individuo, un estado de naturaleza no agresiva para la humanidad en su conjunto. Al retroceder más, volvemos al estado puro y simple del «hay», y al empujar más el retorno, volvemos al «todavía-no-hay», o más precisamente, a lo que aún no se ha manifestado: un estado verdaderamente original de total fusión y plenitud. El Lao-zi, al igual que el Zhuangzi, describe este estado como «aquello que es evidente por sí mismo» (Ziran, 自然), como aquello que ocurre en pura espontaneidad. Cualquier forma de espiritualidad comienza en esta perspectiva con un «dejar ir», una renuncia al yo limitado y limitante. Éste es el punto de partida de una especie de experiencia mística que, en lugar de esforzarse por ir más allá de la experiencia vivida y del juicio ordinario, se esfuerza por el contrario en volver abajo, hasta la completa absorción del hay en el no-hay.

### Wang Bi

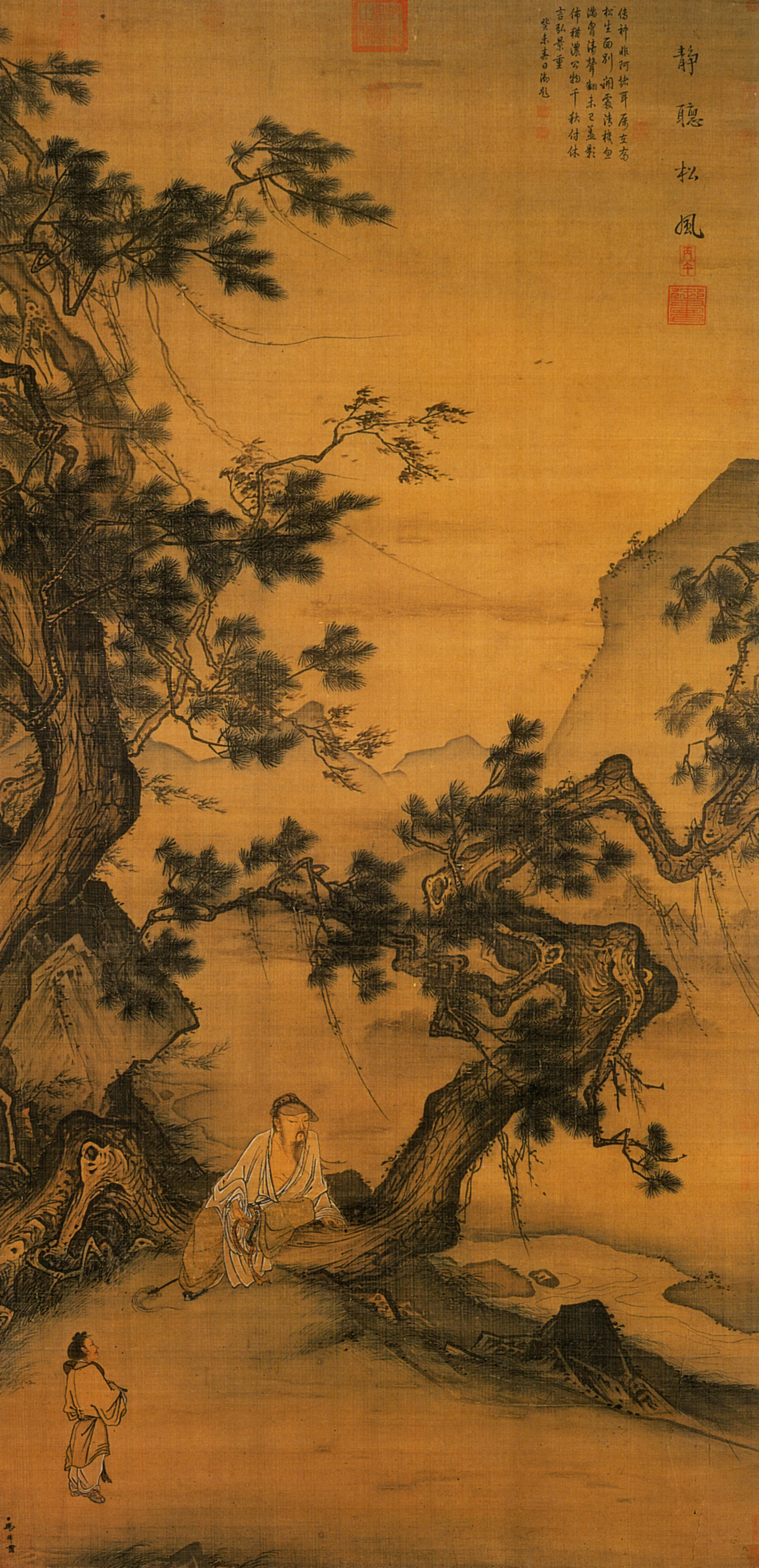
Ma Lin, Escuchando el viento en los pinos. En esta pintura sobre seda de mediados del, el viento simboliza el Tao y las raíces que se hunden bajo tierra, el Wu.

Wang Bi, erudito de la corte del Reino de Wei, fue un eminente representante de la «escuela de los Misterios» (Xuanxue), un movimiento filosófico neotaoísta también llamado conocido como la «Escuela de la Profundidad». Nació y murió prematuramente a la edad de veintitrés años, durante el tumultuoso Período de los Tres Reinos, en el siglo III, tras el largo reinado de la dinastía Han. Desde los diez años reveló su precocidad intelectual al sumergirse en el estudio de los textos taoístas de Zhuangzi y el Tao te King. La idea central que impulsa su pensamiento es la de la unidad que subyace a la existencia: dado que los seres, en su infinita multiplicidad, no pueden existir por sí mismos, necesariamente proceden de una sola fuente. Wang Bi rompe con la percepción tradicional del I King (Libro de los Cambios) como un simple manual adivinatorio o numerológico, predominante durante la dinastía Han, para considerarlo en su propia perspectiva como una representación pictórica del universo que apunta hacia un principio único: lo Indiferenciado.
En sus comentarios al texto, Wang Bi rechaza categóricamente la idea de una multiplicidad irreductible que prohibiría cualquier conexión verdadera entre entidades. Sostiene que todos los seres comparten un «maestro», un principio único: Wu (無), término que toma prestado del Tao te King de Lao-Tse. Como negación del carácter You (有), que en mandarín significa «tener», «tener ahí» o «hay», el carácter Wu expresa la idea de un «no hay». Sin embargo, esto no es una referencia a la nada o a la pura ausencia. Por el contrario, frente a un concepto de negación del ser, Wu indica la ausencia de determinaciones y de finitud. De hecho, Wu no tiene contornos ni límites. Es la realidad fundamental indiferenciada que, lejos de constituir una entidad distinta del mundo, es «aquello a través de lo cual» existe lo que es. Identificado con el Tao como principio de generación, Wu escapa, por tanto, de las categorías ordinarias del ser y del no ser, trascendiendo todas las distinciones conceptuales.
En el fundamento de la existencia se encuentra, pues, para Wang Bi, una especie de abismo «misterioso», un principio irracional a la vez negativo y positivo, del que los seres extraen su origen común y en el que se sumergen de nuevo cuando desaparecen. Mientras que la metáfora del Abismo se asocia más comúnmente con otros enfoques taoístas, en particular aquellos que enfatizan la fluidez del Tao, Wang Bi utiliza una metáfora relacionada, la del árbol, cuyas raíces se hunden en las profundidades de la tierra hasta fundirse con ella, mientras que sus ramas se despliegan hacia el cielo y la luz. La relación dialéctica entre el fundamento y su manifestación encuentra así una analogía en la que asocia la raíz subterránea del árbol y el despliegue externo de sus ramas. Así, la figura del árbol, recurrente en el pensamiento chino para expresar la diferencia entre lo esencial y lo accesorio, simboliza más específicamente en Wang Bi la dialéctica de lo Uno y lo múltiple, del origen y de lo engendrado, de lo oscuro y lo manifiesto.

## Citas
- «En realidad no sabemos nada, porque la verdad está en el fondo del abismo», Demócrito de Abdera.[72]
- «Dios mismo hizo todas las cosas de la nada, y Él mismo es esta nada», Jacob Böhme.[73]
- «El corazón humano es un abismo desconocido para sí mismo; sólo quien lo hizo puede penetrar en sus profundidades», Cristina de Suecia.[74]
- «Dios es una especie de nada abismal, y sin embargo la verdad no se hunde en este abismo, ni se derrumba en este precipicio», Vladimir Jankélévitch.[75]
- «Más alto que la cumbre suprema del universo sin tener ninguna altura, desciende más bajo que los seis límites del mundo sin tener profundidad. Nacido antes del universo, no tiene duración; más antiguo que la más alta Antigüedad, no conoce la vejez», Zhuangzi.[76]